# جبل وراب
جبل وراب من جبال السروات، أحد أعلى جبال السعودية، يقع في شمال غرب الغربية من مركز الحرجة في بمنطقة عسير. ويبلغ ارتفاعه 2,948 م.